# Sobhan Ruhi
Sobhan Ruhi (pers. سبحان روحی; ur. 13 grudnia 1947) – irański zapaśnik w stylu wolnym. Olimpijczyk z Montrealu 1976, gdzie odpadł w eliminacjach w kategorii 48 kg. Piąty zawodnik mistrzostw świata w 1975. Srebrny medal na igrzyskach azjatyckich w 1974. Brąz w mistrzostwach Azji w 1979. Pierwszy w Pucharze Świata w 1976 roku.